# Stazione di Moiana
La stazione di Moiana è una fermata ferroviaria posta sulla linea Como-Lecco. Serve il centro abitato di Mojana, frazione del comune di Merone.

## Storia
Originariamente stazione, venne trasformata in fermata nel 1985.

## Strutture e impianti
La fermata possiede un fabbricato viaggiatori a due piani, risalente all'epoca dell'apertura della linea, e conta un unico binario, servito da un marciapiede. In passato erano presenti un binario di raddoppio e un piccolo scalo merci.

## Movimento
La fermata è servita dai treni regionali di Trenord in servizio sulla tratta da Como a Molteno.